# 33. Waffen-Kavallerie-Division der SS (ungarische Nr. 3)
De 33. Waffen-Kavallerie-Division der SS (ungarische Nr. 3) was een divisie van de Waffen-SS. De divisie werd in november 1944 gevormd als een samenraapsel van Hongaarse cavalerie. In werkelijkheid bestond de divisie enkel op papier. Nog voor de oprichting van de divisie was voltooid, werden alle beschikbare onderdelen ingezet voor de verdediging van Boedapest. Daar wordt de divisie, samen met SS Kavallerie-Divisionen Florian Geyer en Maria Theresia en een groot deel van het Hongaarse 3e Leger, omsingeld door het Rode Leger en vernietigd in februari 1945.

## Bekende oorlogsmisdaden[2]
Een officier van de divisie heeft gediend in de concentratiekampen. Dit getal bevat ook een officier die voor of na zijn dienst in de divisie in de kampen hebben gediend. De commandant van de eenheid was betrokken bij het Bloedbad van Novi Sad.

## Commandant[3][4]
| Commandant                          | Begindatum       | Einddatum       | Opmerking                                                               |
| ----------------------------------- | ---------------- | --------------- | ----------------------------------------------------------------------- |
| WA-SS-Oberführer der SS László Deák | 27 december 1944 | 23 januari 1945 |                                                                         |
|                                     |                  | Januari 1945    | Opgenomen in de 26. Waffen-Grenadier-Division der SS (ungarische Nr. 2) |